# (11154) Kobushi
(11154) Kobushi (1997 YD10) – planetoida z pasa głównego asteroid okrążająca Słońce w ciągu 3,53 lat w średniej odległości 2,32 j.a. Odkryta 28 grudnia 1997 roku.